# Iran Fajr International 2017
Die Iran Fajr International 2017 im Badminton fanden vom 9. bis 12. Februar 2017 in Teheran statt.

## Sieger und Platzierte
| Disziplin    | Gold                             | Silber                                           | Bronze                              |
| ------------ | -------------------------------- | ------------------------------------------------ | ----------------------------------- |
| Herreneinzel | Panji Ahmad Maulana              | Vega Vio Nirwanda                                | Chico Aura Dwi Wardoyo              |
| Herreneinzel | Panji Ahmad Maulana              | Vega Vio Nirwanda                                | Krishna Adi Nugraha                 |
| Dameneinzel  | Ksenia Polikarpova               | Grace Chua                                       | Sara Delavari Kashani               |
| Dameneinzel  | Ksenia Polikarpova               | Grace Chua                                       | Grace Gabriel                       |
| Herrendoppel | M. R. Arjun Shlok Ramchandran    | Kenas Adi Haryanto Mohamed Reza Pahlevi Isfahani | Alwin Francis Tarun Kona            |
| Herrendoppel | M. R. Arjun Shlok Ramchandran    | Kenas Adi Haryanto Mohamed Reza Pahlevi Isfahani | Sabar Karyaman Gutama Franky Wijaya |
| Damendoppel  | Ong Ren Ne Crystal Wong Jia Ying | Putri Sari Dewi Citra Jin Yujia                  | Pegah Kamrani Safoora Zamanloo      |
| Damendoppel  | Ong Ren Ne Crystal Wong Jia Ying | Putri Sari Dewi Citra Jin Yujia                  | Sanjana Santosh Arathi Sara Sunil   |